# 김건모 2
《김건모 2》는 1993년 덕윤산업에서 발매한 대한민국의 가수 김건모의 두 번째 음반이다. 당시 국내에서는 생소한 레게 음악을 소재로 한 타이틀곡 〈핑계〉는 1993년 새해부터 KBS 《가요톱10》에서 골든컵을 수상하며 가요계를 강타했다.
이 음반은 200만 장이 넘게 판매되며 1994년 골든디스크상 대상을 받았다.

## 다양한 장르
가수 박미경의 소개로 《김건모 1집》을 프로듀싱한 김창환은 〈첫인상〉 등이 히트하자 곧바로 2집을 기획했다. 《김건모 2》는 1993년 LP와 CD를 동시에 발매했으며, 작곡가 김형석, 천성일, 박광현 등이 참여해 총 10곡을 수록했다.
수록곡들은 R&B, 발라드, 레게, 힙합, 하우스 등 1990년대 초반 유행했던 장르들을 망라하여 다양한 장르를 소화한 가수 김건모의 능력을 대중에게 알린 음반이다. 또한 크게 히트한 〈핑계〉를 비롯해 〈혼자만의 사랑〉, 〈서랍속의 추억〉, 〈어떤 기다림〉, 〈얼굴〉, 〈우리 스무살 때〉 등 음반 수록곡 대부분이 호응을 얻으면서 프로듀서 김창환의 이름을 알렸다. 김창환은 이 음반을 시작으로 신승훈, 박미경, 클론의 노래들을 히트시키며 소위 "김창환 사단"을 형성했다. 11번 트렉 첫인상의 리믹스 버전은 LA보이즈의 Ya를 샘플링 했던 버전이 수록되어 있다

## 리메이크 버전
세인트빈센트 그레나딘의 가수 파파 위니는 1998년 자신의 음반에서 〈Korean Love Affair〉란 제목으로 〈핑계〉를 영어로 리메이크했다.

## 수록곡
| #   | 제목                        | 작사   | 작곡           | 편곡   | 재생 시간 |
| --- | --------------------------- | ------ | -------------- | ------ | --------- |
| 1.  | 〈혼자만의 사랑〉           | 김창환 | 천성일         | 김형석 | 4:46      |
| 2.  | 〈핑계〉                    | 김창환 | 김창환         | 김건모 | 3:40      |
| 3.  | 〈서랍속의 추억〉           | 김창환 | 천성일         | 김형석 | 3:57      |
| 4.  | 〈나 그대에게 준 것은〉     | 천성일 | 천성일         | 김형석 | 4:46      |
| 5.  | 〈버려진 시간〉             | 김창환 | 김형석         | 김형석 | 3:53      |
| 6.  | 〈어떤 기다림〉             | 김창환 | 김창환, 김건모 | 김형석 | 4:12      |
| 7.  | 〈언제나 기다리고 있어〉    | 천성일 | 천성일         | 김형석 | 3:56      |
| 8.  | 〈사랑이란〉                | 김창환 | 김창환         | 김건모 | 4:11      |
| 9.  | 〈얼굴〉                    | 도윤경 | 박광현         | 김건모 | 4:21      |
| 10. | 〈우리 스무살 때〉          | 유영건 | 김건모         | 김형석 | 4:41      |
| 11. | 〈첫인상〉 (Video Land Mix) | 김창환 | 김형석         | 김형석 | 3:56      |